# Agouagon
Agouagon ist ein Dorf im westafrikanischen Staat Benin. Es liegt im Departement Collines (Benin) und gehört verwaltungstechnisch zum Arrondissement Thio, welches wiederum der Gerichtsbarkeit der Kommune Glazoué untersteht. Nördlich der Siedlung verläuft die  Fernstraße RNIE2/RNIE5 in Ost-West-Richtung, durch den südlichen Teil der Siedlung verläuft eine Bahnstrecke.